# 木偶人 (動畫)
《木偶人》是由台灣藝術大學多媒體動畫藝術學系出身的林世勇(Hero)於2004年期間，在網路上發表自創的3D動畫系列影集，主角是由木偶所打造的人類形狀，以逗趣的熱血打鬥進行著故事，以描述台灣的PTT、BBS、巴哈姆特電玩資訊站的網路文化題材，引起網友的熱烈迴響。2009年在獲得12月經濟部工業局數位內容計畫的青睞後，開始展開電影版的製作，於2012年8月17日上映《BBS鄉民的正義》。

## BBS鄉民小劇場
| 集數 | 主題   | 首播時間            | 連結                  |
| ---- | ------ | ------------------- | --------------------- |
| 1    | 星海篇 | 2010年11月29日      | YouTube上的星海篇     |
| 2    | IPAD篇 | 2010年12月28日      | YouTube上的IPAD篇     |
| 3    | 期末篇 | 2011年1月6日        | YouTube上的期末篇     |
| 4    | 仲介篇 | 2011年2月22日       | YouTube上的仲介篇     |
| 5    | 神獸篇 | 2011年3月31日       | YouTube上的神獸篇     |
| 6    | 求救篇 | 2011年6月30日(3D版) | YouTube上的求救篇(3D) |
| 6    | 求救篇 | 2011年7月3日(2D版)  | YouTube上的求救篇(2D) |
| 7    | 拷問篇 | 2011年7月26日       | YouTube上的拷問篇     |
| 8    | 搭訕篇 | 2011年8月12日       | YouTube上的搭訕篇     |
| 9    | 復活篇 | 2011年9月28日       | YouTube上的復活篇     |
| 10   | 地獄篇 | 2011年11月15日      | YouTube上的地獄篇     |

## 系列[1]
- 木偶人 夏日惡搞
- 木偶人 夏日惡搞Part2 Die Another Day
- 木偶人2 巴哈Kuso板的逆襲 第一波預告
- 木偶人番外篇 爆種
- 木偶人2 製作進度報導
- 木偶人番外篇 就降辦泡麵
- 木偶人小劇場 微妙的平衡
- 木偶人2 幕後花絮
- 木偶人2 最終預告片
- 木偶人2 巴哈Kuso板的逆襲 起之卷
- 木偶人2 巴哈Kuso板的逆襲 承之卷
- 木偶人2 巴哈Kuso板的逆襲 轉之卷
- 木偶人2 巴哈Kuso板的逆襲 合之卷
- 木偶人番外篇 逃脫
- 木偶人比賽落榜發洩用
- 木偶人3 熱鬥
- 木偶人番外篇 閃光彈故障注意（正常版）
- 木偶人番外篇 閃光彈故障注意（糟糕版）
- 木偶人4 BBS鄉民的正義

## BBS鄉民的正義
參見：BBS鄉民的正義
|  | 人多的一方，往往霸佔著所謂的正義 |

資深新聞記者藍苡晴（郭雪芙飾）追求真理、發掘真相對工作有著強烈使命感，以為進了報社就能發揮所學，卻只能聽從長官於網路上找新聞。有天藍登入了數十萬網友聚集的BBS論壇，看到許多網友暴動，群起攻擊夢想板板主湘（李澄湘，陳意涵飾）。湘因為一段不該外流的影片，被網友們懷疑是不斷散佈站務人員私密文章與影片的「女皇」，因而成為人肉搜索的對象，電腦工程師黃冠軍（修傑楷飾）雖然挺身而出為湘說話，但面對排山倒海而來的批評、辱罵，一通通無來電顯示的號碼，湘無法承受而瀕臨崩潰邊緣。然而整起事件的策畫者，疑似是湘的前男友King（顏正宇，陳柏霖飾）一手幕後操控，King是網路世界中赫赫有名的頂尖駭客，只有他才能入侵BBS論壇主機。King雖曾經深愛著湘，但湘的離去始終讓他無法釋懷。記者藍苡晴一路追查事情的真相，情況卻變得越來越複雜，牽扯的人越來越多.....

## 外部連結
- 木偶人作者林世勇個人網站
- 木偶人動畫系列
- 木偶人動畫電影版BBS鄉民的正義粉絲團Facebook
- 自由時報電子報：林世勇打造木偶人 創百萬下載量 （页面存档备份，存于）
- ニコニコ動画 WoodMan Movie Edition-War of BBS World （页面存档备份，存于）